# Карбамидно-формальдегидный пенопласт
Карбамидно-формальдегидный пенопласт (карбамидный пенопласт, КФП) — универсальный утеплитель.

## История
Впервые появился в конце 30-х годов в Германии. Активно начал использоваться в 50-х годах. В настоящее время[уточнить] объем утеплителей на основе карбамидно-формальдегидных смол за рубежом составляет порядка 30 % от всех производимых утеплителей. В СССР производился под названием Мипора, однако не нашел широкого распространения в связи с отсутствием специальных смол, необходимых для его производства, а также оборудования и технологии. После 90-х годов стал активно выходить на рынок строительных утеплителей под различными торговыми марками. Наиболее известными из них являются: Меттэмпласт, Пеноизол, Пентил, Поропласт cf, Омифлекс, Юнипор, Мипора.

## Физические свойства
Материал имеет низкую теплопроводность и низкую объёмную плотность, которая колеблется от 6 до 60 кг/м³. Наиболее часто применяется плотностью 10—15 кг/м³. С пенопластом имеет только внешнее сходство — белый мелкоячеистый материал, без крупных воздушных пузырей. После высыхания не имеет запаха, упругий (при незначительной деформации восстанавливающий первоначальную форму). Если провести по срезу материала пальцами, то осыпаются только поврежденные при резке мелкие пузырьки. Материал стоек к действию микроорганизмов и грызунов.
Производители заявляют, что плита карбамидного пенопласта толщиной 10 см по теплозащите заменяет толщину бетона — 2,97 м, кирпичную кладку — 1,7 м, минвату — 20 см, пенополистирол — 15 см.
В зависимости от плотности, карбамидный пенопласт имеет различные прочностные характеристики. Если легкий карбамидный пенопласт (Пеноизол, Юнипор) можно сжимать, как губку, то по плитам, изготовленным из карбамидного пенопласта большой плотности (Омифлекс, Поропласт cf), можно ходить, заливать по верху песчано-цементную стяжку и наплавлять кровельные материалы на битумной основе.
В качестве недостатка материала нередко упоминается его гораздо меньшая механическая прочность по сравнению, например, с экструзионным пенополистиролом. Причиной этого является практическое отсутствие на рынке карбамидного пенопласта большой плотности (более 30 кг м³), который по прочностным характеристикам не уступает указанному утеплителю.

## Отличия от пенополистирола
Карбамидный пенопласт не способен к самостоятельному горению и по ГОСТу относится к группе горючести Г-1 и Г-2 (в зависимости от плотности). Это свойство вытекает из его химического состава, в основе которого лежит азот — негорючее химическое вещество. Карбамидный пенопласт изготавливается из смол, относящихся к группе термореактивных, в которых обратная реакция не происходит и материал не может снова перейти в жидкую форму, то есть во время пожара он не дает расплава, а только теряет в массе, выделяя при этом воду, углекислый газ и азот, не опасные для человека. Он способен сохранять свои свойства при температуре до + 120 градусов по Цельсию.
Пенополистирол относится к группе от Г1 до Г4 в зависимости от содержания антипиренов, которые с течением времени перестают выполнять свою функцию, это значит, что через некоторое время пенополистирол с группой горючести Г1 (непроверенная информация — отсутствуют протоколы испытаний) может стать Г2, Г3, Г4. Кроме этого, независимо от их наличия при нагревании пенополистирол переходит в жидкое состояние и дает расплав, что обусловлено термопластичным исходным материалом. Тепловая деструкция пенополистирола начинается при температуре + 90 град. С.
С точки зрения безопасности ситуация двойственная. Низкокачественный пенополистирол может выделять ядовитый мономер стирол, в то время как неправильно изготовленный карбамидный пенопласт после высыхания может выделять формальдегид. Вместе с тем при горении пенополистирол выделяет токсичные материалы, опасные для здоровья человека. (см. раздел #Безопасность).
По сроку службы карбамидный пенопласт значительно превосходит обычный пенополистирол и сопоставим со сроком службы экструдированного пенополистирола (порядка 80 лет).

## Применение в строительстве
В соответствии с ГОСТом 16381-77 карбамидный пенопласт по виду исходного сырья относится к органическим ячеистым утеплительным материалам; по плотности — к группе материалов особо низкой плотности (ОНП) (плотность 8—28 кг/м³), а по теплопроводности — строительные материалы с низкой теплопроводностью (заявляемый коэффициент теплопроводности от 0,028-0,040 Вт/м*К), отличается большой сопротивляемостью огню, стойкостью к действию микроорганизмов, доступностью сырья, легкостью механической обработки, невысокой ценой. В основном он используется в качестве среднего (не несущего) слоя в многослойных строительных конструкциях.
Возможность заливать карбамидный пенопласт непосредственно на стройплощадке делает его крайне удобным для строительства. Он не увеличивается в объёме, однако может несколько усаживаться, и, во избежание появления трещин, следует строго выдерживать технологию высыхания — использовать качественные компоненты и производить заливку при температуре не ниже +5 градусов.
Карбамидный пенопласт может использоваться и в виде плит, а также в виде крошки — термоваты. При этом он в сухом состоянии пневматически укладывается (задувается) в любые пустотелые каркасы и создает бесшовный утепляющий и шумоизолирующий слой. По утверждению производителя, в конструкциях, заполненных карбамидным пенопластом, даже при наличии трещин во внешней стене, опасность проникновения влаги в помещение исключается.
Другие применения материала:
- теплоизоляция наружных ограждений различных видов;
- утепление различных вариантов стен, в том числе и комбинированных (состоящих из различных материалов);
- в качестве теплоизолирующего слоя в трехслойных кирпичных стенах;
- в виде наполнения в железобетонные стеновые панели;
- шумоизолирующие и шумопоглощающие покрытия;
- утеплитель в слоистые панели из сборных сооружений;
- утепление каркасных домов и сооружений;
- утепление подкровельного пространства, а также мансард и чердаков;
- утепление и шумоизоляция межэтажных перекрытий и потолков.

## Иные направления применения
Известны так же другие направления в применении карбамидно-формальдегидного пенопласта:
- абсорбент при разливах нефтепродуктов
- утепление грунтов

## Недостатки и преимущества
Раньше существенным недостатком карбамидных пенопластов являлось их относительно высокое водопоглощение (до 18—20 % по массе). Для решения этой проблемы можно использовать новейшие технологии производства и ряд кремнийорганических гидрофобизаторов, позволяющих при последующей финишной обработке изделий из карбамидных пенопластов снизить величину водопоглощения до 4—5 %. Технология обработки проста и не сильно удорожает производство.
1) Влагопоглощение. У всех материалов типа PPS, XPS и PPU влагопоглощение гораздо ниже, чем у КФП (у КФП до 18—20 % по массе). Для справки влагопоглощение PPS и PPU в пределах 3 % а у XPS вообще не более 0,3 % от объёма! А чем ниже влагопоглощение, тем стабильнее теплоизоляционные свойства материала. Иначе говоря, если утеплитель набрал влажность, это уже не утеплитель (особенно данное утверждение касается минеральной ваты), но при этом следует обратить внимание, что карбамидный пенопласт используется в качестве среднего слоя строительных конструкций и, как следствие, не имеет непосредственного контакта с водой. Вместе с тем, в отличие от всех названных материалов карбамидный пенопласт имеет капиллярную структуру, то есть он не только способен поглощать воду, но и отдавать её, переходя при этом во влажностное равновесие с окружающей средой и полностью восстанавливая свои теплотехнические характеристики. Он не накапливает и не консервирует влагу.
2) Карбамидный пенопласт, на сегодняшний день, один из немногих материалов, которым можно заполнять полости в строительных конструкциях уже эксплуатирующихся зданий и сооружений, не нарушая при этом их внешний вид и прочность.

## Безопасность
По заявлениям российских производителей, карбамидный пенопласт, произведенный по современным технологиям и из спецсырья, полностью экологически безопасен, он прошёл массу различных испытаний и сертификаций — которые подтверждают высокие эксплуатационные свойства данного материала и его экологическую безопасность. Однако в ряде штатов США и Канаде произведенный карбамидный пенопласт по устаревшей технологии и из смол, не предназначенный для этого, был временно запрещен законодательно как потенциально опасный для здоровья. Первоначальный федеральный запрет карбамидного пенопласта в США в дальнейшем было решено не продлевать, так как было доказано, что никаких выделений на самом деле не было, а фонила мебель.
В некоторых европейских странах, например, в Великобритании, использование карбамидного пенопласта допускается для теплоизоляции при соблюдении строгих правил безопасности обращения с токсичными строительными материалами. Нарушение технологии применения материала, особенно при заливке пены в полости между внутренней и внешней кирпичными стенами строения, может приводить к резко отрицательному результату. Причиной потенциальной опасности является избыток формальдегида, выделяющийся при полимеризации карбамидно-формальдегидного пенопласта. Формальдегид может вызывать раздражение и аллергию у чувствительных к нему людей, кроме того, его подозревали в канцерогенности. Однако канцерогенность выделяющихся в воздух при застывании карбамидного пенопласта концентраций паров формальдегида рядом ученых оспаривается как недоказанная.
Риски, связанные с выделением в помещение формальдегида при заливке карбамидно-формальдегидного пенопласта между стенами, могут быть уменьшены применением современных технологий производства, качественных компонентов и пароизоляции на внутренней стороне стены — избыточный формальдегид будет выветриваться в окружающее пространство, не проникая в помещение.
Очевидными ключевыми условиями для уменьшения количества выделяемого при отвердении карбамидного пенопласта формальдегида и связанных с ним рисков являются применение качественных материалов с современными модификаторами и тщательное соблюдение технологии заливки. Дешевизна оборудования для заливки карбамидного пенопласта и исходных его компонентов привели к появлению на рынке большого количества мелких подрядчиков, предлагающих услуги по заливке карбамидного пенопласта в межстеновые промежутки домов, которые, однако, не всегда могут обеспечить качество работ. Поэтому потребителю, решившему воспользоваться данной технологией, следует тщательно относиться к выбору подрядчика — удалить некачественную пену после заливки очень сложно. Применение карбамидного пенопласта в виде плит и термоваты полностью исключает все побочные последствия и создает качественное утепление и шумоизоляцию здания.